# Kalmar (1695)
Kalmar var en segelskuta av typen fregatt i svenska flottan, som sjösattes 1695 och var bestyckad med 46 kanoner. Hon var konstruerad av Charles Sheldon och byggd på Karlskrona Örlogsvarv. Besättningen bestod av 210 båtsmän och 30 soldater. Hon sänktes avsiktligen av egna trupper 1719 för att avstyra anfallet mot Marstrand.